# Elisabeth Knechtl
Elisabeth Knechtl (21 giugno 1971) è una schermitrice austriaca.

## Biografia
Ai campionati europei di scherma ha conquistato una medaglia d'argento nella gara di spada individuale a Lisbona nel 1992.

## Palmarès
In carriera ha conseguito i seguenti risultati:
- Europei di scherma

Lisbona 1992: argento nella spada individuale.